# Музична акустика
Аку́стика музи́чна — наука, яка вивчає природу музичних звуків і співзвучностей, закони їх сприймання, музичні системи та лади і процеси, що відбуваються в голосовому апараті людини при співі та в музичних інструментах під час гри на них. Музична акустика ґрунтується на фізичній акустиці (закони коливання пружних тіл, закони резонансу тощо) та психофізіології слуху (властивість органу слуху, слухові відчуття). В свою чергу музична акустика служить основою для розуміння явищ, які розглядаються в елементарній теорії музики, гармонії, оркестровці, що безпосередньо зв'язує музичну акустику з музичною творчістю та виконавським мистецтвом.
Ряд музикознавців (Г. Ріман, П. Гіндеміт) використовували дані музичної акустики для побудови «природно-наукових» концепцій музики, а фізики і психологи (Г. Гельмгольц, К. Штумпф, В.Келер) — для створення «фізіологічних» концепцій музичного сприйняття. У Росії внесок у музичну акустику внесли М. О. Гарбузов (розробив так звану зонну теорію музичного слуху), Л. С. Термен, А. О. Володін, Є. О. Мурзін (творці електромузичних інструментів), Є. В. Назайкінський.
Дані музично-акустичних досліджень широко застосовуються на практиці, особливо у вихованні слуху та освіті музикантів-виконавців, у конструюванні та настройці музичних інструментів (у тому числі, при реконструкції старовинних інструментів, що застосовуються в автентичному виконавстві), в організації сучасного звукозапису (в т.ч. оснащення аудіостудію), в техніці композиції  електронної музики і т. д.